# 31. Dáil
Der 31.  Dáil wurde am 25. Februar 2011 gewählt. Insgesamt 166 Abgeordnete (Teachtaí Dála) wurden in 43 Wahlkreisen mit dem Verfahren der übertragbaren Einzelstimmgebung (single transferable vote) bestimmt.

## Wahlausgang
siehe: Wahlen zum Dáil Éireann 2011

Sitzverteilung im 31. Dáil

Fine Gael und Labour waren die stärksten Kräfte im Dáil. Der Dáil Éireann kam erstmals am 9. März 2011 zur konstituierenden Sitzung zusammen. Als Vorsitzender des Dáils (Ceann Comhairle) wurde Seán Barrett (Fine Gael) gewählt. Seine Vertretung (Leas-Cheann Comhairle) wurde Michael P. Kitt (Fianna Fáil).
Enda Kenny wurde zum Taoiseach gewählt. Er bildete die Regierung Kenny I. Joan Burton wurde Tánaiste.
Oppositionsführer (Ceannaire an Fhreasúra) wurde Micheál Martin von der Fianna Fáil. Seitens der Sinn Féin wurde Gerry Adams benannt.
| Partei | Partei                               | Vorsitzende/r im Dáil                                  | Feb. 2011: gewählte Teachtaí Dála | Jan. 2016: Teachtaí Dála | Veränderung |
| ------ | ------------------------------------ | ------------------------------------------------------ | --------------------------------- | ------------------------ | ----------- |
|        | Fine Gael                            | Enda Kenny zugleich Taoiseach                          | 76                                | 66                       | −10         |
|        | Labour Party                         | Joan Burton                                            | 37                                | 33                       | −4          |
|        | Fianna Fáil                          | Micheál Martin zugleich Leader of the Opposition       | 20                                | 21                       | +1          |
|        | Sinn Féin                            | Gerry Adams                                            | 14                                | 14                       | −           |
|        | People Before Profit *               | (Kollektiv)                                            | 2                                 | –                        | −2          |
|        | Socialist Party                      | Clare Daly                                             | 2                                 | –                        | −2          |
|        | Workers and Unemployed Action        | Séamus Healy                                           | 1                                 | 1                        | −           |
|        | Solidarity (Anti-Austerity Alliance) | (Kollektiv)                                            | −                                 | 4                        | +4          |
|        | Social Democrats                     | Róisín Shortall, Catherine Murphy und Stephen Donnelly | −                                 | 3                        | +3          |
|        | Renua                                | Lucinda Creighton                                      | −                                 | 3                        | +3          |
|        | Unabhängige                          |                                                        | 14                                | 19                       | +5          |
|        | Ceann Comhairle                      |                                                        | −                                 | 1                        | +1          |
|        | vakant                               |                                                        | −                                 | 1                        | +1          |
| Gesamt | Gesamt                               | 166                                                    | 166                               | 166                      | –           |

## Teachtaí Dála
| Wahlkreis               | Name                      | Porträt | Partei (Teilgruppe) | Partei (Teilgruppe)              | Partei (Teilgruppe)              | Partei (Teilgruppe)                                                        | Im Amt seit       |
| Wahlkreis               | Name                      | Porträt | Beginn der Amtszeit | Beginn der Amtszeit              | Ende der Amtszeit                | Ende der Amtszeit                                                          | Im Amt seit       |
| ----------------------- | ------------------------- | ------- | ------------------- | -------------------------------- | -------------------------------- | -------------------------------------------------------------------------- | ----------------- |
| Carlow–Kilkenny         | Pat Deering               |         |                     | Fine Gael                        | Fine Gael                        | Fine Gael                                                                  | 9. März 2011      |
| Carlow–Kilkenny         | John McGuinness           |         |                     | Fianna Fáil                      | Fianna Fáil                      | Fianna Fáil                                                                | 26. Juni 1997     |
| Carlow–Kilkenny         | Ann Phelan                |         |                     | Labour                           | Labour                           | Labour                                                                     | 9. März 2011      |
| Carlow–Kilkenny         | Phil Hogan                |         |                     | Fine Gael                        |                                  | ab 2014 EU-Kommissar für Landwirtschaft und ländliche Entwicklung          | 29. Juni 1989     |
| Carlow–Kilkenny         | Bobby Aylward             |         |                     |                                  |                                  | Fianna Fáil Nachwahl 22. Mai 2015                                          | 26. Juni 1997     |
| Carlow–Kilkenny         | John Paul Phelan          |         |                     | Fine Gael                        | Fine Gael                        | Fine Gael                                                                  | 9. März 2011      |
| Cavan–Monaghan          | Seán Conlan               |         |                     | Fine Gael                        |                                  | Unabhängiger seit November 2015                                            | 9. März 2011      |
| Cavan–Monaghan          | Heather Humphreys         |         |                     | Fine Gael                        | Fine Gael                        | Fine Gael                                                                  | 9. März 2011      |
| Cavan–Monaghan          | Brendan Smith             |         |                     | Fianna Fáil                      | Fianna Fáil                      | Fianna Fáil                                                                | 14. Dezember 1992 |
| Cavan–Monaghan          | Joe O’Reilly              |         |                     | Fine Gael                        | Fine Gael                        | Fine Gael                                                                  | 9. März 2011      |
| Cavan–Monaghan          | Caoimhghín Ó Caoláin      |         |                     | Sinn Féin                        | Sinn Féin                        | Sinn Féin                                                                  | 26. Juni 1997     |
| Clare                   | Pat Breen                 |         |                     | Fine Gael                        | Fine Gael                        | Fine Gael                                                                  | 6. Juni 2002      |
| Clare                   | Joe Carey                 |         |                     | Fine Gael                        | Fine Gael                        | Fine Gael                                                                  | 14. Juni 2007     |
| Clare                   | Michael McNamara          |         |                     | Labour                           | Labour                           | Labour                                                                     | 9. März 2011      |
| Clare                   | Timmy Dooley              |         |                     | Fianna Fáil                      | Fianna Fáil                      | Fianna Fáil                                                                | 14. Juni 2007     |
| Cork East               | Sandra McLellan           |         |                     | Sinn Féin                        | Sinn Féin                        | Sinn Féin                                                                  | 9. März 2011      |
| Cork East               | Seán Sherlock             |         |                     | Labour                           | Labour                           | Labour                                                                     | 14. Juni 2007     |
| Cork East               | David Stanton             |         |                     | Fine Gael                        | Fine Gael                        | Fine Gael                                                                  | 26. Juni 1997     |
| Cork East               | Tom Barry                 |         |                     | Fine Gael                        | Fine Gael                        | Fine Gael                                                                  | 9. März 2011      |
| Cork North-Central      | Kathleen Lynch            |         |                     | Labour                           | Labour                           | Labour                                                                     | 6. Juni 2002      |
| Cork North-Central      | Dara Murphy               |         |                     | Fine Gael                        | Fine Gael                        | Fine Gael                                                                  | 9. März 2011      |
| Cork North-Central      | Jonathan O’Brien          |         |                     | Sinn Féin                        | Sinn Féin                        | Sinn Féin                                                                  | 9. März 2011      |
| Cork North-Central      | Billy Kelleher            |         |                     | Fianna Fáil                      | Fianna Fáil                      | Fianna Fáil                                                                | 26. Juni 1997     |
| Cork North-West         | Michael Creed             |         |                     | Fine Gael                        | Fine Gael                        | Fine Gael                                                                  | 14. Juni 2007     |
| Cork North-West         | Aíne Collins              |         |                     | Fine Gael                        | Fine Gael                        | Fine Gael                                                                  | 9. März 2011      |
| Cork North-West         | Michael Moynihan          |         |                     | Fianna Fáil                      | Fianna Fáil                      | Fianna Fáil                                                                | 26. Juni 1997     |
| Cork South-Central      | Simon Coveney             |         |                     | Fine Gael                        | Fine Gael                        | Fine Gael                                                                  | 3. November 1998  |
| Cork South-Central      | Micheál Martin            |         |                     | Fianna Fáil                      | Fianna Fáil                      | Fianna Fáil                                                                | 29. Juni 1989     |
| Cork South-Central      | Michael McGrath           |         |                     | Fianna Fáil                      | Fianna Fáil                      | Fianna Fáil                                                                | 14. Juni 2007     |
| Cork South-Central      | Jerry Buttimer            |         |                     | Fine Gael                        | Fine Gael                        | Fine Gael                                                                  | 9. März 2011      |
| Cork South-Central      | Ciarán Lynch              |         |                     | Labour                           | Labour                           | Labour                                                                     | 14. Juni 2007     |
| Cork South-West         | Jim Daly                  |         |                     | Fine Gael                        | Fine Gael                        | Fine Gael                                                                  | 9. März 2011      |
| Cork South-West         | Noel Harrington           |         |                     | Fine Gael                        | Fine Gael                        | Fine Gael                                                                  | 9. März 2011      |
| Cork South-West         | Michael McCarthy          |         |                     | Labour                           | Labour                           | Labour                                                                     | 9. März 2011      |
| Donegal North-East      | Pádraig Mac Lochlainn     |         |                     | Sinn Féin                        | Sinn Féin                        | Sinn Féin                                                                  | 9. März 2011      |
| Donegal North-East      | Charlie McConalogue       |         |                     | Fianna Fáil                      | Fianna Fáil                      | Fianna Fáil                                                                | 9. März 2011      |
| Donegal North-East      | Joe McHugh                |         |                     | Fine Gael                        | Fine Gael                        | Fine Gael                                                                  | 14. Juni 2007     |
| Donegal South-East      | Dinny McGinley            |         |                     | Fine Gael                        | Fine Gael                        | Fine Gael                                                                  | 9. März 1982      |
| Donegal South-East      | Pearse Doherty            |         |                     | Sinn Féin                        | Sinn Féin                        | Sinn Féin                                                                  | 30. November 2010 |
| Donegal South-East      | Thomas Pringle            |         |                     | Independent (Independent Group)  | Independent (Independent Group)  | Independent (Independent Group)                                            | 9. März 2011      |
| Dublin Central          | Paschal Donohoe           |         |                     | Fine Gael                        | Fine Gael                        | Fine Gael                                                                  | 9. März 2011      |
| Dublin Central          | Joe Costello              |         |                     | Labour                           | Labour                           | Labour                                                                     | 6. Juni 2002      |
| Dublin Central          | Maureen O’Sullivan        |         |                     | Independent                      | Independent                      | Independent                                                                | 9. März 2011      |
| Dublin Central          | Mary Lou McDonald         |         |                     | Sinn Féin                        | Sinn Féin                        | Sinn Féin                                                                  | 9. März 2011      |
| Dublin Mid-West         | Frances Fitzgerald        |         |                     | Fine Gael                        | Fine Gael                        | Fine Gael                                                                  | 9. März 2011      |
| Dublin Mid-West         | Derek Keating             |         |                     | Fine Gael                        | Fine Gael                        | Fine Gael                                                                  | 9. März 2011      |
| Dublin Mid-West         | Robert Dowds              |         |                     | Labour                           | Labour                           | Labour                                                                     | 9. März 2011      |
| Dublin Mid-West         | Joanna Tuffy              |         |                     | Labour                           | Labour                           | Labour                                                                     | 14. Juni 2007     |
| Dublin North            | Alan Farrell              |         |                     | Fine Gael                        | Fine Gael                        | Fine Gael                                                                  | 9. März 2011      |
| Dublin North            | James Reilly              |         |                     | Fine Gael                        | Fine Gael                        | Fine Gael                                                                  | 14. Juni 2007     |
| Dublin North            | Brendan Ryan              |         |                     | Labour                           | Labour                           | Labour                                                                     | 9. März 2011      |
| Dublin North            | Clare Daly                |         |                     | Socialist Party                  | Socialist Party                  | Socialist Party                                                            | 9. März 2011      |
| Dublin North-Central    | Richard Bruton            |         |                     | Fine Gael                        | Fine Gael                        | Fine Gael                                                                  | 9. März 1982      |
| Dublin North-Central    | Finian McGrath            |         |                     | Unabhängiger (Independent Group) | Unabhängiger (Independent Group) | Unabhängiger (Independent Group)                                           | 6. Juni 2002      |
| Dublin North-Central    | Aodhán Ó Ríordáin         |         |                     | Labour                           | Labour                           | Labour                                                                     | 9. März 2011      |
| Dublin North-East       | Terence Flanagan          |         |                     | Fine Gael                        | Fine Gael                        | Fine Gael                                                                  | 14. Juni 2007     |
| Dublin North-East       | Tommy Broughan            |         |                     | Labour                           | Labour                           | Labour                                                                     | 14. Dezember 1992 |
| Dublin North-East       | Seán Kenny                |         |                     | Labour                           | Labour                           | Labour                                                                     | 14. Dezember 1992 |
| Dublin North-West       | Dessie Ellis              |         |                     | Sinn Féin                        | Sinn Féin                        | Sinn Féin                                                                  | 9. März 2011      |
| Dublin North-West       | John Lyons                |         |                     | Labour                           | Labour                           | Labour                                                                     | 9. März 2011      |
| Dublin North-West       | Róisín Shortall           |         |                     | Labour                           | Labour                           | Labour                                                                     | 14. Dezember 1992 |
| Dublin South            | Peter Mathews             |         |                     | Fine Gael                        | Fine Gael                        | Fine Gael                                                                  | 9. März 2011      |
| Dublin South            | Olivia Mitchell           |         |                     | Fine Gael                        | Fine Gael                        | Fine Gael                                                                  | 26. Juni 1997     |
| Dublin South            | Alex White                |         |                     | Labour                           | Labour                           | Labour                                                                     | 9. März 2011      |
| Dublin South            | Alan Shatter              |         |                     | Fine Gael                        | Fine Gael                        | Fine Gael                                                                  | 14. Juni 2007     |
| Dublin South            | Shane Ross                |         |                     | Independent (Independent Group)  | Independent (Independent Group)  | Independent (Independent Group)                                            | 9. März 2011      |
| Dublin South-Central    | Joan Collins              |         |                     | People Before Profit/Solidarity  | People Before Profit/Solidarity  | People Before Profit/Solidarity                                            | 9. März 2011      |
| Dublin South-Central    | Catherine Byrne           |         |                     | Fine Gael                        | Fine Gael                        | Fine Gael                                                                  | 14. Juni 2007     |
| Dublin South-Central    | Aengus Ó Snodaigh         |         |                     | Sinn Féin                        | Sinn Féin                        | Sinn Féin                                                                  | 6. Juni 2002      |
| Dublin South-Central    | Eric Byrne                |         |                     | Labour                           | Labour                           | Labour                                                                     | 9. März 2011      |
| Dublin South-Central    | Michael Conaghan          |         |                     | Labour                           | Labour                           | Labour                                                                     | 9. März 2011      |
| Dublin South-East       | Lucinda Creighton         |         |                     | Fine Gael                        | Fine Gael                        | Fine Gael                                                                  | 14. Juni 2007     |
| Dublin South-East       | Eoghan Murphy             |         |                     | Fine Gael                        | Fine Gael                        | Fine Gael                                                                  | 9. März 2011      |
| Dublin South-East       | Kevin Humphreys           |         |                     | Labour                           | Labour                           | Labour                                                                     | 9. März 2011      |
| Dublin South-East       | Ruairi Quinn              |         |                     | Labour                           | Labour                           | Labour                                                                     | 9. März 1982      |
| Dublin South-West       | Brian Hayes               |         |                     | Fine Gael                        |                                  | Im Mai 2014 ausgeschieden nach Wahl in das Europäische Parlament.          | 14. Juni 2007     |
| Dublin South-West       | Paul Murphy               |         |                     |                                  |                                  | Anti-Austerity Alliance Nachwahl für Brian Hayes.                          | 10. Oktober 2014  |
| Dublin South-West       | Eamonn Maloney            |         |                     | Labour                           | Labour                           | Labour                                                                     | 9. März 2011      |
| Dublin South-West       | Pat Rabbitte              |         |                     | Labour                           | Labour                           | Labour                                                                     | 29. Juni 1989     |
| Dublin South-West       | Seán Crowe                |         |                     | Sinn Féin                        | Sinn Féin                        | Sinn Féin                                                                  | 9. März 2011      |
| Dublin West             | Brian Joseph Lenihan      |         |                     | Fianna Fáil                      |                                  | verstorben am 10. Juni 2011                                                | 9. März 2011      |
| Dublin West             | Patrick Nulty             |         |                     |                                  |                                  | Labour Nachwahl für Brian Lenihan junior. Am 24. März 2014 zurückgetreten. | 27. Oktober 2011  |
| Dublin West             | Ruth Coppinger            |         |                     |                                  |                                  | Socialist Party Nachwahl für Brian Patrick Nulty.                          | 23. Mai 2014      |
| Dublin West             | Joan Burton               |         |                     | Labour                           | Labour                           | Labour                                                                     | 14. Juni 2002     |
| Dublin West             | Joe Higgins               |         |                     | Socialist Party                  | Socialist Party                  | Socialist Party                                                            | 9. März 2011      |
| Dublin West             | Leo Varadkar              |         |                     | Fine Gael                        | Fine Gael                        | Fine Gael                                                                  | 14. Juni 2007     |
| Dún Laoghaire           | Richard Boyd Barrett      |         |                     | People Before Profit/Solidarity  | People Before Profit/Solidarity  | People Before Profit/Solidarity                                            | 9. März 2011      |
| Dún Laoghaire           | Seán Barrett              |         |                     | Fine Gael                        | Fine Gael                        | Fine Gael                                                                  | 14. Juni 2007     |
| Dún Laoghaire           | Mary Mitchell O’Connor    |         |                     | Fine Gael                        | Fine Gael                        | Fine Gael                                                                  | 9. März 2011      |
| Dún Laoghaire           | Eamon Gilmore             |         |                     | Labour                           | Labour                           | Labour                                                                     | 29. Juni 1989     |
| Galway East             | Paul Connaughton junior   |         |                     | Fine Gael                        | Fine Gael                        | Fine Gael                                                                  | 9. März 2011      |
| Galway East             | Ciarán Cannon             |         |                     | Fine Gael                        | Fine Gael                        | Fine Gael                                                                  | 9. März 2011      |
| Galway East             | Colm Keaveney             |         |                     | Labour                           |                                  | Fianna Fáil                                                                | 9. März 2011      |
| Galway East             | Michael P. Kitt           |         |                     | Fianna Fáil                      | Fianna Fáil                      | Fianna Fáil                                                                | 14. Juni 2007     |
| Galway West             | Brian Walsh               |         |                     | Fine Gael                        | Fine Gael                        | Fine Gael                                                                  | 9. März 2011      |
| Galway West             | Derek Nolan               |         |                     | Labour                           | Labour                           | Labour                                                                     | 9. März 2011      |
| Galway West             | Noel Grealish             |         |                     | Independent (Regional Group)     | Independent (Regional Group)     | Independent (Regional Group)                                               | 6. Juni 2002      |
| Galway West             | Seán Kyne                 |         |                     | Fine Gael                        | Fine Gael                        | Fine Gael                                                                  | 9. März 2011      |
| Galway West             | Éamon Ó Cuív              |         |                     | Fianna Fáil                      | Fianna Fáil                      | Fianna Fáil                                                                | 14. Dezember 1992 |
| Kerry–North Limerick    | Martin Ferris             |         |                     | Sinn Féin                        | Sinn Féin                        | Sinn Féin                                                                  | 6. Juni 2002      |
| Kerry–North Limerick    | Jimmy Deenihan            |         |                     | Fine Gael                        | Fine Gael                        | Fine Gael                                                                  | 10. März 1987     |
| Kerry–North Limerick    | Arthur Spring             |         |                     | Labour                           | Labour                           | Labour                                                                     | 9. März 2011      |
| Kerry South             | Brendan Griffin           |         |                     | Fine Gael                        | Fine Gael                        | Fine Gael                                                                  | 9. März 2011      |
| Kerry South             | Tom Fleming               |         |                     | Independent (Technical Group)    | Independent (Technical Group)    | Independent (Technical Group)                                              | 9. März 2011      |
| Kerry South             | Michael Healy-Rae         |         |                     | Independent (Rural Group)        | Independent (Rural Group)        | Independent (Rural Group)                                                  | 9. März 2011      |
| Kildare North           | Anthony Lawlor            |         |                     | Fine Gael                        | Fine Gael                        | Fine Gael                                                                  | 9. März 2011      |
| Kildare North           | Bernard Durkan            |         |                     | Fine Gael                        | Fine Gael                        | Fine Gael                                                                  | 14. Dezember 1982 |
| Kildare North           | Emmet Stagg               |         |                     | Labour                           | Labour                           | Labour                                                                     | 10. März 1987     |
| Kildare North           | Catherine Murphy          |         |                     | Independent (Technical Group)    | Independent (Technical Group)    | Independent (Technical Group)                                              | 9. März 2011      |
| Kildare South           | Jack Wall                 |         |                     | Labour                           | Labour                           | Labour                                                                     | 26. Juni 1997     |
| Kildare South           | Martin Heydon             |         |                     | Fine Gael                        | Fine Gael                        | Fine Gael                                                                  | 9. März 2011      |
| Kildare South           | Seán Ó Fearghaíl          |         |                     | Fianna Fáil                      | Fianna Fáil                      | Fianna Fáil                                                                | 6. Juni 2002      |
| Laois–Offaly            | Barry Cowen               |         |                     | Fianna Fáil                      | Fianna Fáil                      | Fianna Fáil                                                                | 9. März 2011      |
| Laois–Offaly            | Charles Flanagan          |         |                     | Fine Gael                        | Fine Gael                        | Fine Gael                                                                  | 14. Juni 2007     |
| Laois–Offaly            | Seán Fleming              |         |                     | Fianna Fáil                      | Fianna Fáil                      | Fianna Fáil                                                                | 26. Juni 1997     |
| Laois–Offaly            | Marcella Corcoran Kennedy |         |                     | Fine Gael                        | Fine Gael                        | Fine Gael                                                                  | 9. März 2011      |
| Laois–Offaly            | Brian Stanley             |         |                     | Sinn Féin                        | Sinn Féin                        | Sinn Féin                                                                  | 9. März 2011      |
| Limerick                | Niall Collins             |         |                     | Fianna Fáil                      | Fianna Fáil                      | Fianna Fáil                                                                | 14. Juni 2007     |
| Limerick                | Dan Neville               |         |                     | Fine Gael                        | Fine Gael                        | Fine Gael                                                                  | 26. Juni 1997     |
| Limerick                | Patrick O’Donovan         |         |                     | Fine Gael                        | Fine Gael                        | Fine Gael                                                                  | 9. März 2011      |
| Limerick City           | Michael Noonan            |         |                     | Fine Gael                        | Fine Gael                        | Fine Gael                                                                  | 30. Juni 1981     |
| Limerick City           | Willie O’Dea              |         |                     | Fianna Fáil                      | Fianna Fáil                      | Fianna Fáil                                                                | 9. März 1982      |
| Limerick City           | Kieran O’Donnell          |         |                     | Fine Gael                        | Fine Gael                        | Fine Gael                                                                  | 14. Juni 2007     |
| Limerick City           | Jan O’Sullivan            |         |                     | Labour                           | Labour                           | Labour                                                                     | 11. März 1998     |
| Longford–Westmeath      | James Bannon              |         |                     | Fine Gael                        | Fine Gael                        | Fine Gael                                                                  | 14. Juni 2007     |
| Longford–Westmeath      | Nicky McFadden            |         |                     | Fine Gael                        |                                  | verstorben am 25. März 2014                                                | 9. März 2011      |
| Longford–Westmeath      | Gabrielle McFadden        |         |                     |                                  |                                  | Fine Gael Nachwahl für Nicky McFadden.                                     | 23. Mai 2014      |
| Longford–Westmeath      | Willie Penrose            |         |                     | Labour                           | Labour                           | Labour                                                                     | 14. Dezember 1992 |
| Longford–Westmeath      | Robert Troy               |         |                     | Fianna Fáil                      | Fianna Fáil                      | Fianna Fáil                                                                | 9. März 2011      |
| Louth                   | Peter Fitzpatrick         |         |                     | Independent (Regional Group)     | Independent (Regional Group)     | Independent (Regional Group)                                               | 9. März 2011      |
| Louth                   | Gerry Adams               |         |                     | Sinn Féin                        | Sinn Féin                        | Sinn Féin                                                                  | 9. März 2011      |
| Louth                   | Ged Nash                  |         |                     | Labour                           | Labour                           | Labour                                                                     | 9. März 2011      |
| Louth                   | Fergus O’Dowd             |         |                     | Fine Gael                        | Fine Gael                        | Fine Gael                                                                  | 6. Juni 2002      |
| Louth                   | Séamus Kirk               |         |                     | Fianna Fáil                      | Fianna Fáil                      | Fianna Fáil                                                                | 14. Dezember 1982 |
| Mayo                    | Dara Calleary             |         |                     | Fianna Fáil                      | Fianna Fáil                      | Fianna Fáil                                                                | 14. Juni 2007     |
| Mayo                    | Enda Kenny                |         |                     | Fine Gael                        | Fine Gael                        | Fine Gael                                                                  | 11. Dezember 1975 |
| Mayo                    | Michelle Mulherin         |         |                     | Fine Gael                        | Fine Gael                        | Fine Gael                                                                  | 9. März 2011      |
| Mayo                    | John O’Mahony             |         |                     | Fine Gael                        | Fine Gael                        | Fine Gael                                                                  | 14. Juni 2007     |
| Mayo                    | Michael Ring              |         |                     | Fine Gael                        | Fine Gael                        | Fine Gael                                                                  | 14. Juni 1994     |
| Meath East              | Regina Doherty            |         |                     | Fine Gael                        | Fine Gael                        | Fine Gael                                                                  | 9. März 2011      |
| Meath East              | Shane McEntee             |         |                     | Fine Gael                        |                                  | verstorben am 21. Dezember 2012                                            | 11. März 2005     |
| Meath East              | Helen McEntee             |         |                     |                                  |                                  | Fine Gael Nachwahl für Shane McEntee.                                      | 16. April 2013    |
| Meath East              | Dominic Hannigan          |         |                     | Labour                           | Labour                           | Labour                                                                     | 9. März 2011      |
| Meath West              | Damien English            |         |                     | Fine Gael                        | Fine Gael                        | Fine Gael                                                                  | 6. Juni 2002      |
| Meath West              | Ray Butler                |         |                     | Fine Gael                        | Fine Gael                        | Fine Gael                                                                  | 9. März 2011      |
| Meath West              | Peadar Tóibín             |         |                     | Aontú (Regional Group)           | Aontú (Regional Group)           | Aontú (Regional Group)                                                     | 9. März 2011      |
| Roscommon–South Leitrim | Frank Feighan             |         |                     | Fine Gael                        | Fine Gael                        | Fine Gael                                                                  | 14. Juni 2007     |
| Roscommon–South Leitrim | Denis Naughten            |         |                     | Fine Gael                        | Fine Gael                        | Fine Gael                                                                  | 26. Juni 1997     |
| Roscommon–South Leitrim | Luke „Ming“ Flanagan      |         |                     | Independent (Regional Group)     |                                  | Im Mai 2014 ausgeschieden durch Wahl ins Europäische Parlament             | 9. März 2011      |
| Roscommon–South Leitrim | Michael Fitzmaurice       |         |                     |                                  |                                  | Independent (Regional Group) Nachwahl für Luke Flanagan.                   | 10. Oktober 2014  |
| Sligo–North Leitrim     | Tony McLoughlin           |         |                     | Fine Gael                        | Fine Gael                        | Fine Gael                                                                  | 9. März 2011      |
| Sligo–North Leitrim     | John Perry                |         |                     | Fine Gael                        | Fine Gael                        | Fine Gael                                                                  | 26. Juni 1997     |
| Sligo–North Leitrim     | Michael Colreavy          |         |                     | Sinn Féin                        | Sinn Féin                        | Sinn Féin                                                                  | 9. März 2011      |
| Tipperary North         | Noel Coonan               |         |                     | Fine Gael                        | Fine Gael                        | Fine Gael                                                                  | 14. Juni 2007     |
| Tipperary North         | Alan Kelly                |         |                     | Labour                           | Labour                           | Labour                                                                     | 9. März 2011      |
| Tipperary North         | Michael Lowry             |         |                     | Independent (Regional Group)     | Independent (Regional Group)     | Independent (Regional Group)                                               | 10. März 1987     |
| Tipperary South         | Mattie McGrath            |         |                     | Independent (Rural Group)        | Independent (Rural Group)        | Independent (Rural Group)                                                  | 14. Juni 2007     |
| Tipperary South         | Séamus Healy              |         |                     | Workers and Unemployed Action    | Workers and Unemployed Action    | Workers and Unemployed Action                                              | 22. Juni 2000     |
| Tipperary South         | Tom Hayes                 |         |                     | Fine Gael                        | Fine Gael                        | Fine Gael                                                                  | 30. Juni 2001     |
| Waterford               | Paudie Coffey             |         |                     | Fine Gael                        | Fine Gael                        | Fine Gael                                                                  | 9. März 2011      |
| Waterford               | John Deasy                |         |                     | Fine Gael                        | Fine Gael                        | Fine Gael                                                                  | 6. Juni 2002      |
| Waterford               | Ciara Conway              |         |                     | Labour                           | Labour                           | Labour                                                                     | 9. März 2011      |
| Waterford               | John Halligan             |         |                     | Independent (Regional Group)     | Independent (Regional Group)     | Independent (Regional Group)                                               | 9. März 2011      |
| Wexford                 | John Browne               |         |                     | Fianna Fáil                      | Fianna Fáil                      | Fianna Fáil                                                                | 14. Dezember 1982 |
| Wexford                 | Brendan Howlin            |         |                     | Labour                           | Labour                           | Labour                                                                     | 10. März 1987     |
| Wexford                 | Paul Kehoe                |         |                     | Fine Gael                        | Fine Gael                        | Fine Gael                                                                  | 6. Juni 2002      |
| Wexford                 | Mick Wallace              |         |                     | Independent (Regional Group)     | Independent (Regional Group)     | Independent (Regional Group)                                               | 9. März 2011      |
| Wexford                 | Liam Twomey               |         |                     | Fine Gael                        | Fine Gael                        | Fine Gael                                                                  | 9. März 2011      |
| Wicklow                 | Andrew Doyle              |         |                     | Fine Gael                        | Fine Gael                        | Fine Gael                                                                  | 14. Juni 2007     |
| Wicklow                 | Stephen Donnelly          |         |                     | Independent (Regional Group)     | Independent (Regional Group)     | Independent (Regional Group)                                               | 9. März 2011      |
| Wicklow                 | Simon Harris              |         |                     | Fine Gael                        | Fine Gael                        | Fine Gael                                                                  | 9. März 2011      |
| Wicklow                 | Billy Timmins             |         |                     | Fine Gael                        | Fine Gael                        | Fine Gael                                                                  | 26. Juni 1997     |
| Wicklow                 | Anne Ferris               |         |                     | Labour                           | Labour                           | Labour                                                                     | 9. März 2011      |